# 2325 Černih
2325 Černih (mednarodno ime je 2325 Chernykh) je asteroid v glavnem asteroidnem pasu. 

## Odkritje
Asteroid je odkril češki astronom Antonín Mrkos (1918 –1996) 25. septembra 1979 na Observatoriju Klet. Poimenovan je po ruskem astronomu Nikolaju Stepanoviču Černihu (1931 – 2004)

## Lastnosti
Asteroid Černih obkroži Sonce v 5,58 letih. Njegova tirnica ima izsrednost 0,171, nagnjena pa je za 1,915° proti ekliptiki .